# 巴爾史密斯山
巴爾史密斯山（英語：Mount Barr Smith），是南極洲的山峰，位於瑪麗皇后地，處於登曼冰川西面，海拔高度1,310米，在1912年12月由澳大拉西亞探險隊發現，現時由南極條約體系管理。